# Premier ministre de la République centrafricaine
Ne doit pas être confondu avec le chef d'État centrafricain.
 (septembre 2012).
Si vous disposez d'ouvrages ou d'articles de référence ou si vous connaissez des sites web de qualité traitant du thème abordé ici, merci de compléter l'article en donnant les références utiles à sa vérifiabilité et en les liant à la section « Notes et références ».
Le Premier ministre de la République centrafricaine est le chef du gouvernement depuis 1958.

## Histoire de la fonction primo-ministérielle
Le pays ayant choisi l'indépendance après le référendum de 1958, le pays colonisateur, la France géra la transition démocratique et institutionnelle en instaurant le poste de président du gouvernement ; en parallèle subsistait, pendant la période de transition, le poste de gouverneur qui représentait la France et possédait de facto le pouvoir.
À la déclaration d'indépendance en 1960, la Centrafrique se dote d'un poste de président de la République, pourvu par David Dacko pourtant déjà président du gouvernement. Dacko se fait élire président de la République, concentrant ainsi tous les pouvoirs exécutifs. Il est dorénavant président de la République et président du gouvernement.
Le président Jean-Bedel Bokassa instaure le poste de Premier ministre en 1974 avec Élisabeth Domitien mais qui s'opposa à elle dans son projet de transformer les institutions en monarchie de devenir empereur.  Elle fut la première femme à accéder à ce poste en Centrafrique, mais fut contrainte à la démission et fut envoyée en prison.
Après le coup d'État de 1979 qui marque le retour de David Dacko au poste de président de la République, le poste de Premier ministre survit un temps avant de disparaître.
À la suite de manifestations, le président André Kolingba est contraint en 1991 de relâcher son étreinte sur le pouvoir exécutif et recrée le poste de Premier ministre.

## Liste des chefs du gouvernement
| #  | Nom                       | Début du mandat   | Fin du mandat      | Fonction                  |
| -- | ------------------------- | ----------------- | ------------------ | ------------------------- |
| 1  | Barthélemy Boganda        | 1er décembre 1958 | 29 mars 1959       | Président du gouvernement |
| 2  | Abel Goumba               | 2 avril 1959      | 30 avril 1959      | Président du gouvernement |
| 3  | David Dacko               | 1er mai 1959      | 13 août 1960       | Président du gouvernement |
|    | République centrafricaine |                   |                    |                           |
| 3  | David Dacko               | 13 août 1960      | 14 août 1960       | Président du gouvernement |
| 4  | Élisabeth Domitien        | 1er janvier 1975  | 7 avril 1976       | Première ministre         |
|    | Empire centrafricain      |                   |                    |                           |
| 5  | Ange-Félix Patassé        | 8 décembre 1976   | 14 juillet 1978    | Premier ministre          |
| 6  | Henri Maïdou              | 14 juillet 1978   | 26 septembre 1979  | Premier ministre          |
|    | République centrafricaine |                   |                    |                           |
| 7  | Bernard Ayandho           | 26 septembre 1979 | 22 août 1980       | Premier ministre          |
| 8  | Jean-Pierre Lebouder      | 12 novembre 1980  | 4 avril 1981       | Premier ministre          |
| 9  | Simon Narcisse Bozanga    | 4 avril 1981      | 1er septembre 1981 | Premier ministre          |
| 10 | Édouard Frank             | 15 mars 1991      | 4 décembre 1992    | Premier ministre          |
| 11 | Timothée Malendoma        | 4 décembre 1992   | 26 février 1993    | Premier ministre          |
| 12 | Énoch Dérant-Lakoué       | 26 février 1993   | 25 octobre 1993    | Premier ministre          |
| 13 | Jean-Luc Mandaba          | 25 octobre 1993   | 12 avril 1995      | Premier ministre          |
| 14 | Gabriel Koyambounou       | 12 avril 1995     | 6 juin 1996        | Premier ministre          |
| 15 | Jean-Paul Ngoupandé       | 6 juin 1996       | 30 janvier 1997    | Premier ministre          |
| 16 | Michel Gbézéra-Bria       | 30 janvier 1997   | 1er février 1999   | Premier ministre          |
| 17 | Anicet-Georges Dologuélé  | 1er février 1999  | 1er avril 2001     | Premier ministre          |
| 18 | Martin Ziguélé            | 1er avril 2001    | 15 mars 2003       | Premier ministre          |
| 19 | Abel Goumba               | 23 mars 2003      | 12 décembre 2003   | Premier ministre          |
| 20 | Célestin Gaombalet        | 12 décembre 2003  | 11 juin 2005       | Premier ministre          |
| 21 | Élie Doté                 | 13 juin 2005      | 22 janvier 2008    | Premier ministre          |
| 22 | Faustin-Archange Touadéra | 22 janvier 2008   | 3 février 2013     | Premier ministre          |
| 23 | Nicolas Tiangaye          | 3 février 2013    | 10 janvier 2014    | Premier ministre          |
| 24 | André Nzapayeké           | 27 janvier 2014   | 10 août 2014       | Premier ministre          |
| 25 | Mahamat Kamoun            | 10 août 2014      | 2 avril 2016       | Premier ministre          |
| 26 | Simplice Sarandji         | 2 avril 2016      | 22 février 2019    | Premier ministre          |
| 27 | Firmin Ngrebada           | 25 février 2019   | 15 juin 2021       | Premier ministre          |
| 28 | Henri-Marie Dondra        | 15 juin 2021      | 9 février 2022     | Premier ministre          |
| 29 | Félix Moloua              | 9 février 2022    | en fonction        | Premier ministre          |